# Enemic del poble
Enemic del Poble és un terme de qualificació contra els adversaris polítics o de classe del qui usa l'apel·latiu. El terme implica que els enemics en qüestió actuen contra la societat en conjunt. És semblant a la noció d'enemic de l'estat. El terme ha estat emprada durant els segles a la literatura (com a Un enemic del poble, l'obra de Henrik Ibsen de 1882). Actualment ha quedat principalment com una referència a la fraseologia soviètica.

## Origen i història del terme
L'origen del terme està a l'antiga Roma, amb el concepte de hostis publacae, traduït com a "enemic públic", acusació recullida a la llei per castigar la destrucció violenta, equiparant-la amb el soldat enemic que lluita contra la República amb les armes a la mà. Al 68 dC el Senat declarà a l'emperador Neró com a hostis publicus.
Segles després, durant la Revolució francesa, l'expressió ennemi du peuple va ser àmpliament emprada per designar els enemics del règim i per a la sustentació del Terror. El 25 de desembre de 1793 Robespierre afirmà que el govern revolucionari deu a tots els bons ciutadans tota la protecció de la nació; no deu res als Enemics del Poble llevat la mort.

### A la Unió Soviètica
La Unió Soviètica va fer un ús extensiu del terme (en rus: враг народа; transliterat "vrag naroda") com i idea que el poble estava al control. El terme "enemic del poble" va ser utilitzada per primera vegada a la pràctica revolucionària a l'agost de 1917 als pamflets del Comitè Popular en la seva lluita contra la contrarevolució. Així va qualificar-se el general amotinat Lavr Kornílov. Poc després, Lenin el tornaria a emprar després de pujar al poder en un decret del 28 de novembre de 1917:
"Tots els líders del Partit Democràtic Constitucional, un partit ple d'enemics del poble, per aquest mitjà han de ser considerats fora de la llei, i han de ser detinguts immediatament i portats davant dels tribunals revolucionaris."
Com a "partits enemics del poble" s'entenien els kadets, que organitzaren manifestacions anti-governamentals. La mesura va ser aprovada per tots els presents, incloent a Lev Trotski, Pēteris Stučka, Grigori Petrovski, Viatxeslav Menjinski, Nikolai Glebov-Avilov, Piotr Krassikov i Vladímir Bontx-Btuevitx. L'únic vot contrari va ser el de Stalin, qui considerà la proposta com a "massa rígida".
Altres termes semblants eren:
- "enemic dels treballadors" (враг трудящихся, "vrag trudiaxikhsia")
- "enemic del proletariat" (враг пролетариата, "vrag proletariata")
- "enemic de classe" (классовый враг, "klassovi vrag"), etc.

En particular, el terme "enemic dels treballadors" va ser formalitzat a l'Article 58 del Codi Penal de la RSFS de Rússia, i a imatge del qual van aparèixer articles semblants als codis de la resta de repúbliques soviètiques.

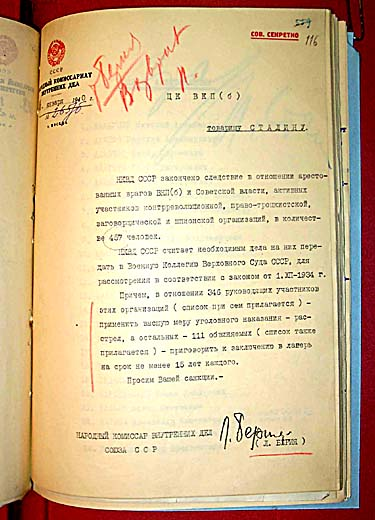
Peticions de Béria a Stalin perquè aprovés els afusellaments de "457 enemics del PCUS i del règim soviètic, participants a la contrarevolució, dretistes, col·laboracionistes i membres de l'espionatge estranger".

Un "enemic del poble" podia ser empresonat, exiliat o executat i veure confiscades les seves propietats. Els seus parents eren etiquetats com a membres de la família d'un traïdor a la Pàtria i perseguits. Podien ser enviats als gulags, castigats pels assentaments involuntaris en zones despoblades, o perdre els drets ciutadans. Ser amic d'un "enemic del poble" situava automàticament la persona sota sospita.
Una fracció significativa dels "enemics del poble" van ser etiquetats com tal no per les seves accions hostils vers "l'estat dels treballadors i els camperols", sinó simplement a causa del seu origen social o la seva professió anterior a la revolució: aquells que contractaven treballadors, l'alt clergat, els ex-policies, comerciants, etc. Alguns d'aquests eren coneguts comunament com a lixentsi (лишенцы, derivat del terme rus лишение, privació), a causa que segons la Constitució Soviètica van ser privats del dret a vot. Això es convertia automàticament en una privació de diversos beneficis socials, alguns dels quals, com el racionament, eren en ocasions imprescindibles per sobreviure.
Des de 1927, l'Article 20 de la Part Comú del Codi Penal que citava les possibles "mesures de defensa social" tenia el següent apartat 20a: "declaració de ser un enemic dels treballadors amb privació de la ciutadania de la república de la unió i, conseqüentment, de la ciutadania de la Unió Soviètica, amb l'expulsió obligatòria del seu territori". Malgrat això, la majoria dels enemics del poble van ser enviats als caps de treball, en lloc de ser expulsats.
Tot i que Stalin inicialment es mostrà "tou" vers els "enemics del poble", posteriorment empraria activament aquesta etiqueta per a justificar la repressió. La classificació bàsica en la lluita contra els "enemics del poble" va ser:
- el Terror Roig, que s'inicià el 1918 després del motí del Partit Social-Revolucionari d'Esquerra i els atemptats contra els líders bolxevics, inclòs Lenin. Van afusellar-se ciutadans sospitosos de pertànyer a organitzacions blanques. Sovint s'afusellà també antics propietaris i membres de les classes socials "enemigues".
- la Deskulakització. La lluita contra els camperols pròspers s'inicià el 1918, tot i que la política d'apropiació per part del sistema de l'excedent de producció va suspendre's, la deskulakització sistemàtica va produir-se durant el període de la col·lectivització forçosa. Per l'ordre del 7 d'agost de 1932, la resistència a incorporar-se als koljos va entrar en la qualificació d'enemic del poble.
- la lluita contra la religió i l'Església. Les propietats de l'Església van confiscar-se per decisió del govern. Aquells qui s'oposessin, eren afusellats. Lenin va escriure que donava suport a la mesura: "el gran nombre de representant del clergat i la burgesia reaccionària mereixen ser afusellats, és el millor".
- Purgues del partit
- l'assassinat de Kírov. Serguei Kírov va ser assassinat l'1 de desembre de 1934 a Leningrad. Després del seu assassinat els processos van simplificar-se, i les penes de mort havien de ser executades en només 24 hores.
- la Gran Purga (1936-1938). Els trotskistes i els dretistes desviacionistes van ser destruïts. El 1937 van condemnar-se unes 800.000 persones. Per tal d'accelerar els processos, va crear-se la Troika de l'NKVD. Els afusellaments van realitzar-se segons les cotes localment assignades, i les organitzacions del Partit sovint sobrepassaven aquestes xifres. Malgrat els esforços, l'activitat repressora no va ser satisfactòria, i els seus dirigents van ser detinguts el 1939 i afusellats el 1940 per contra-revolucionaris i espies.

El sostén ideològic de Stalin va ser que la lluita de classes contra els enemics del poble s'incrementà de forma proporcional amb l'avanç del país vers el socialisme. Stalin manifestà la seva preocupació especial perquè els enemics fossin descoberts i destruïts. Després d'assabentar-se d'un incendi a un complex fuster a Kansk el 1937, envià un telegrama al comitè territorial de Kranoiarsk:
L'incendi del complex fuster, probablement va ser organitzat pels enemics. Prenguin mesures per destruir els incendiaris. Els culpables han de ser jutjats a correcuita. La sentència, afusellament. L'afusellament ha de publicar-se a la premsa local.
Per descobrir els enemics va emprar-se la tortura. Stalin recomanà:
Mètodes d'acció física… com a excepció, als enemics evidents i per desarmar-los, és completament correcte i un mètode experimentat.
En el procés de destrucció dels "enemics del poble" van aparèixer els herois-desenmascadors. Stalin felicità personalment al plenari de febrer-març de 1937 a l'aspirant Nikolaenko, després d'anomenar-la "petita jove" que sap "com desemmascarar enemics". La inspirada Nikolaenko tancà a vells bolxevics amb clau, avisà l'NKVD i va dir: "Al meu despatx hi ha enemics del poble, enviïn gent per detenir-los." Amb les recomanacions de Stalin, Nikolaenko va anar amb Nikita Khrusxov a Ucraïna perquè ajudés a la lluita contra els enemics del poble. No trigà a enviar a Stalin la denúncia on afirmava que Khruisxov era un "trotskista irreductible". Pel seu costat, Khruisxov va escriure explicant la situació amb la "campiona de la Revolució, la campiona dels enemics del poble":
...considera com a nacionalistes tots els ucraïnesos, tots davant seu eren petluristes, enemics del poble, i s'ha de detenir-los a tots... va escriure una denúncia, en la que m'acusava a mi, que protegeixo els enemics del poble i els nacionalistes ucraïnesos... a la núvia per buscar marit – Això és molt perillós, perquè el seu marit haurà d'estar preparat pel fet que després d'un temps estarà a la presó, car és el destí irremeiable."
La pràctica de destruir els enemics del poble durant l'època de les repressions de Stalin, Nikita Khrusxov la caracteritza així:
Algunes persones només eren uns bocamolls, que s'autoseleccionaven com a delatadors professionals d'enemics del poble. Atemorien a tots, sense embuts declaraven als ulls: 'Aquí està, l'enemic del poble'. Aquesta acusació li donava suport, atreia l'atenció, els orgues de l'NKVD començaven a investigar. La conseqüència era que, clar, portat secretament, l'home posat en mans del servei secret, i aquest llavors demostrava que es tractava d'un 'enemic del poble'.

#### Béria, enemic del poble
Irònicament, el gran destructor d'enemics del poble va ser Lavrenti Béria. D'acord amb la versió oficial, va ser detingut durant una sessió a una reunió del Presídium del Comitè Central el 26 de juny de 1953. Va ser convocat urgentment un plenari per expulsar-lo del Comitè Central i del Partit sota l'acusació d'enemic del Partit Comunista i del Poble Soviètic. Malgrat tot, a la versió oficial, el 23 de desembre de 1953 va ser sentenciat per la Vista Judicial Especial del Tribunal Suprem a la pena capital, sent afusellat aquell mateix dia.
Irònicament, després de la seva detenció, la revista Time, en la seva portada del 30 de juliol de 1953, publicà una fotografia de Béria amb el comentari "Lavrenti Béria: un enemic del poble".

#### Crítiques durant la desestalinització
Nikita Khrusxov, en el seu informe del XX Congrés del PCUS sobre "el culte a la personalitat i les seves conseqüències", va dir:
| « | Stalin va introduir el concepte d'enemic del poble. Aquest terme alliberà de la necessitat de qualsevol prova d'injustícia ideològica de la persona, o poble, portant a la següent controvèrsia: donà la possibilitat que qualsevol que no fos agradable a Stalin, que només fos sospitós d'intencions hostils, qualsevol que hagués estat difamat, ser objecte de la més severa repressió, amb el trencament de qualsevol garantia de legalitat revolucionària. Aquest concepte d'enemic del poble ha de ser eliminat, eliminant la possibilitat que qualsevol lluita ideològica o expressió d'una opinió d'un o d'altre tingui a la pràctica un valor de prova. (...) Hom hauria de dir això de les accions de la gent, que en el seu moment pugui parlar contra la línia del Partit, que sovint no hi havia prou bons motius per a destruir-lo físicament. Per a la substanciació de la destrucció física d'aquestes persones, s'introduí la fórmula d'enemic del poble". | » |